# Associazione Nazionale Comuni Italiani
L'Associazione Nazionale dei Comuni Italiani (in acronimo: ANCI) è l'organismo di rappresentanza istituzionale dei comuni italiani. Fondata nel 1901 a Parma, è un'associazione senza scopo di lucro che ha come obiettivo la tutela degli interessi delle autonomie locali, il supporto tecnico-amministrativo agli enti associati e la promozione dello sviluppo territoriale nel quadro dell'ordinamento repubblicano.
Al 1º gennaio 2022, aderiscono all’ANCI circa 7 134 comuni su un totale di 7 896, rappresentando complessivamente circa il 94,7% della popolazione italiana. L’associazione opera anche attraverso le ANCI regionali, articolazioni territoriali coordinate dalla struttura nazionale e riconosciute dallo statuto come parte integrante del sistema associativo.
L’ANCI è membro della Conferenza Stato-Città ed Autonomie locali ed è accreditata come interlocutore permanente presso il Parlamento, il Governo, le Regioni e le istituzioni europee. Collabora con enti di ricerca, fondazioni e organizzazioni internazionali e partecipa a reti globali come il Consiglio dei Comuni e delle Regioni d'Europa.
Dal 20 novembre 2024, il presidente dell’associazione è Gaetano Manfredi, sindaco di Napoli.

## Storia

### I precedenti storici (1879 – 1900)
La prima manifestazione formale del movimento comunale italiano avvenne nel 1879 a Torino, quando i rappresentanti di sessanta Comuni italiani, pur nominati dal Governo, si riunirono per protestare contro la carenza di risorse finanziarie e chiesero invano maggiore autonomia fiscale. Altre riunioni seguirono nel 1884 e nel 1891, quest’ultima promossa da Francesco Fazi, sindaco di Foligno, il quale organizzò assemblee comunali a Perugia, Ancona, Forlì e Roma, con la partecipazione di centinaia di amministratori, soprattutto di piccoli e medi comuni. L'obiettivo era comune: ottenere più autonomia e risorse da parte dello Stato.
Fazi fu il primo a teorizzare l’importanza di un’azione collettiva da parte dei municipi, specialmente di quelli più piccoli, che non godevano dell'influenza politica delle grandi città. Sebbene queste iniziative non ottennero risultati concreti immediati, contribuirono a formare una coscienza municipale diffusa, particolarmente radicata nel Nord Italia, dove le tradizioni comunali erano storicamente più forti.

### Fondazione dell’ANCI (1901)
Il congresso fondativo dell’ANCI si svolse dal 17 al 19 ottobre 1901 nel Ridotto del Teatro Regio di Parma. A promuoverlo furono principalmente esponenti della sinistra – socialisti e radicali – dei Comuni di Parma e Milano, anche se l’adesione si estese rapidamente a municipi piccoli e medi di tutta Italia. Il sindaco di Milano, il radicale Giuseppe Mussi, aprì i lavori chiedendo lo sviluppo legale della nostra vita e sgravi delle nostre finanze, sottolineando l’importanza di un’azione graduale e pacifica.
In quell’occasione si discussero il nome, la sede e l’identità dell’associazione. Si preferì la denominazione di Associazione piuttosto che Lega, per evitare riferimenti alle leghe socialiste, mentre la sede fu stabilita a Milano. Fu eletto un consiglio direttivo di 15 membri, che nominò come presidente Mussi, vicepresidente Giovanni Mariotti (sindaco di Parma) e Antonino Martino (sindaco di Messina). Il socialista riformista Emilio Caldara, futuro sindaco di Milano, fu scelto come segretario.
L’ANCI nacque con una chiara connotazione di sinistra, ma al suo interno convivevano diverse anime: da una parte i moderati riformisti, dall’altra gli estremisti che spingevano verso lo scontro diretto con il Governo centrale. Ciò nonostante, il progetto si consolidò in breve tempo, espandendosi a gran parte del territorio nazionale.

### Crescita, istituzionalizzazione e soppressione (1902 – 1925)
Il secondo congresso dell’ANCI si svolse a Messina nel novembre 1902. Tra i protagonisti vi fu don Luigi Sturzo, allora sacerdote e vicesindaco di Caltagirone, che due anni più tardi, al congresso di Napoli del 1904, fu eletto nel consiglio direttivo. Nello stesso congresso entrò anche il cattolico parmense Giuseppe Micheli. Si trattò della prima significativa apertura dell’associazione a componenti cattoliche e liberali, in sostituzione della precedente egemonia socialista, repubblicana e radicale.
Nel 1905 si tenne a Firenze un congresso straordinario sul tema del trasferimento allo Stato delle spese improprie sostenute dai Comuni (come tribunali e militari). La maggioranza allora socialista e radicale voleva un boicottaggio diretto, ma prevalse la linea moderata, favorevole a una pressione parlamentare. Due anni dopo, il Parlamento approvò la legge 24 marzo 1907, n. 116, che dispose il trasferimento graduale di tali oneri allo Stato. L’organo ufficiale dell’ANCI la definì la nostra legge.
Nel medesimo congresso, il sindaco di Firenze Ippolito Niccolini celebrò l’unità dei Comuni italiani al di là delle differenze politiche e geografiche. Nello stesso periodo, sempre a Firenze, nacque anche l’Unione Statistica delle Città Italiane (1905), promossa da Ugo Giusti, che divenne una delle principali reti municipali italiane e internazionali del periodo.
Negli anni successivi, le battaglie dell’ANCI si concentrarono su due fronti: ottenere maggiori risorse e rafforzare l’autonomia gestionale dei Comuni. Nel 1909, con il congresso di Verona, venne fondata anche la Federazione delle aziende municipalizzate italiane, antesignana dell’attuale Confservizi, su impulso dell’ingegnere Giuseppe Orefici e del suo omonimo fratello, sindaco di Brescia e vicepresidente dell'ANCI.
Nel 1916, in piena Prima guerra mondiale, la sede dell’ANCI fu trasferita da Milano a Roma, in via dei Barbieri n. 6, per intensificare i rapporti con lo Stato. Nello stesso anno, tuttavia, una frattura interna portò all’uscita dei Comuni a guida socialista, che fondarono la Lega dei Comuni Socialisti. L’ANCI, guidata dalla componente moderata, confermò il proprio orientamento non partitico e interclassista. Don Sturzo, vicepresidente dell’associazione, sottolineò che l’ANCI non era una rete di amministratori di partito, ma un’alleanza tra enti locali volta a difendere l’autogoverno comunale.
Durante il conflitto l’ANCI continuò ad operare, partecipando a commissioni ministeriali e promuovendo convegni tematici su stipendi, approvvigionamenti e assistenza ai Comuni. Nel 1919 istituì il Segretariato per la Montagna, precursore dell’UNCEM, e partecipò alla fondazione dell’Istituto nazionale per le opere pubbliche dei Comuni.
Nel 1921, in occasione del ventennale dell’ANCI, si tenne un grande congresso a Parma. Tuttavia, già l’anno successivo, con la marcia su Roma e l’ascesa del fascismo, cominciò la progressiva fine dell’autonomia comunale.
Nel 1925, la nuova dirigenza fascista decise l’incorporazione forzata dell’ANCI nella Confederazione nazionale degli enti autarchici, che fu poi sciolta nel 1929. Con ciò si sancì la cancellazione completa dell’ANCI come soggetto autonomo e l’azzeramento della rappresentanza municipale indipendente.

### Ricostruzione nel secondo dopoguerra (1945 – 1960)
Nel 1945, alla caduta del fascismo, l’Italia si trovava senza una struttura rappresentativa dei Comuni. I sindaci democratici, nominati dai CLN e poi eletti nel 1946, si trovarono di fronte all’urgenza di ricostruire un’associazione nazionale. Fu Ugo Giusti, già protagonista della vita municipale prima del fascismo, a promuovere la rinascita dell’ANCI.
Nel marzo 1946 Giusti convocò un primo convegno preparatorio a Roma. Due anni dopo, nel 1948, l’associazione fu formalmente rifondata e nel 1949 si tenne il primo congresso dell’era repubblicana, con l’elezione del nuovo presidente: Salvatore Rebecchini, sindaco democristiano di Roma.
Sotto la sua guida l’ANCI si riorganizzò a livello territoriale, istituendo le prime sedi regionali e ricostituendo il dialogo con lo Stato centrale. L’associazione tornò ad essere la voce principale dei Comuni, promuovendo la formazione dei funzionari e contribuendo alla redazione dei primi strumenti normativi per l’autonomia locale.
Nel 1957, alla morte di Rebecchini, gli successe Umberto Tupini, anch’egli sindaco di Roma. Durante il suo mandato si sviluppò l’attività di promozione culturale e di studi amministrativi, si consolidarono i legami con le aziende municipalizzate, e furono organizzati convegni internazionali sull’urbanistica e i servizi pubblici locali.

### Fase di consolidamento e regionalizzazione (1960 – 1990)
Negli anni 1960, l’ANCI fu attivamente coinvolta nel dibattito sull’istituzione delle Regioni, introdotte nel 1970. L’associazione sostenne con forza che l’autonomia regionale non doveva tradursi in un neo-centralismo periferico ai danni dei Comuni.
Nel 1968 fu eletto presidente Guglielmo Boazzelli, sindaco di Frascati, che guidò l’associazione fino al 1975. Con lui fu avviato il processo di regionalizzazione interna dell’ANCI: nascono gradualmente le sezioni regionali, che rappresentano i Comuni nei rispettivi territori e fungono da cinghia di trasmissione con la sede nazionale.
Tra gli anni 1970 e 1980, sotto le presidenze di Camillo Ripamonti (1976–1981) e Riccardo Triglia (1982–1992), l’ANCI rafforzò il proprio ruolo di interlocutore politico e istituzionale, soprattutto in tema di finanza locale, edilizia scolastica, gestione dei servizi e urbanistica. In questi anni l’associazione contribuì anche alla fondazione del CRESME, centro studi su edilizia e territorio, e al consolidamento delle relazioni con l’Unione Europea.
Nel 1990, a seguito della legge n. 142, l’ANCI sostenne l’ampliamento delle competenze dei Comuni, promuovendo forme associative intercomunali e supportando la transizione verso una pubblica amministrazione più efficiente e decentrata.

### Riforme istituzionali e protagonismo dei Comuni (1990 – 2000)
Gli anni 1990 segnarono una fase di profonda trasformazione del sistema delle autonomie locali. L’ANCI sostenne l’introduzione dell’elezione diretta dei sindaci (legge n. 81 del 1993), considerata una svolta storica per la legittimazione democratica degli amministratori locali.
Nel 1995 fu eletto presidente Enzo Bianco, sindaco di Catania, che contribuì a rafforzare il peso politico dell’associazione. L’ANCI partecipò attivamente alla stesura delle cosiddette leggi Bassanini (1997), che ridisegnarono l’assetto della pubblica amministrazione e attribuirono ai Comuni nuove responsabilità gestionali.
La nascita della Conferenza Stato-Città e Autonomie Locali (1996) vide l’ANCI protagonista nel coordinamento dei rapporti istituzionali tra Comuni e governo centrale. Parallelamente, l’associazione promosse la cooperazione internazionale tra città, con la nascita dell’Associazione Città Unite, e la valorizzazione delle buone pratiche amministrative.

### L’ANCI nel XXI secolo (dal 2001)
La riforma del Titolo V della Costituzione (2001) rappresentò un punto di svolta: i Comuni furono riconosciuti come enti autonomi titolari di potestà regolamentare e amministrativa. L’ANCI si pose come garante dell’attuazione concreta di questi principi, promuovendo un federalismo responsabile e solidale.
Nel 2004 l’associazione ricevette la Medaglia d’oro al merito civile dal Presidente della Repubblica Carlo Azeglio Ciampi, per il ruolo svolto nel rafforzamento della democrazia repubblicana e nella promozione della coesione nazionale.
Negli anni successivi, sotto le presidenze di Leonardo Domenici, Sergio Chiamparino, Graziano Delrio e Piero Fassino, l’ANCI affrontò nuove sfide: il contenimento della spesa pubblica, il riordino delle province, la nascita delle città metropolitane e la crisi finanziaria degli enti locali.
Durante la lunga presidenza di Antonio Decaro (2016–2024), sindaco di Bari, l’associazione ha avuto un ruolo centrale nella gestione dell’emergenza Covid-19, nel rilancio dei servizi di prossimità, nella gestione del Piano nazionale di ripresa e resilienza e nella transizione digitale e ambientale dei territori.
Nel 2024 è stato eletto presidente Gaetano Manfredi, sindaco di Napoli, che ha posto al centro del suo mandato il rafforzamento delle aree urbane meridionali, la lotta al dissesto idrogeologico e l’attuazione integrata dei fondi europei per lo sviluppo locale.

## Natura giuridica
Associazione di Enti pubblici senza scopo di lucro, l'ISTAT, in ottemperanza ai criteri statistico-contabili SEC2010 classifica l'ANCI "Ente a struttura associativa" nell'elenco delle Amministrazioni pubbliche del consolidato della Pubblica amministrazione.
L'ANCI è socia di numerose Società (tra queste, Ancitel SpA, Ancitel Energia e ambiente SpA, ComuniCare Srl,, AnciSA Srl, AnciCom Srl) che vendono servizi ai Comuni e ad altre Pubbliche Amministrazioni.

## Funzioni
L'ANCI svolge le seguenti funzioni:
1. rappresenta gli interessi degli associati dinanzi agli organi centrali dello Stato (Parlamento, governo, regioni);
2. promuove lo studio e l'approfondimento di problemi che interessano i suoi associati e di ogni materia riguardante la pubblica amministrazione;
3. interviene con propri rappresentanti in ogni sede istituzionale in cui si discutano o si amministrino interessi delle autonomie locali;
4. presta attività di consulenza ed assistenza agli associati direttamente o mediante partecipazione o convenzionamenti con società, relativamente alle competenze che la legge attribuisce al Parlamento e allo Stato nazionale;
5. esamina i problemi che riguardano i dipendenti degli enti locali ed è presente nell'Agenzia ARAN per la definizione del contratto nazionale di lavoro del comparto;
6. promuove iniziative per l'educazione civica dei cittadini e per diffondere la conoscenza delle istituzioni locali, nonché la partecipazione dei cittadini alla vita delle autonomie locali;
7. promuove e coordina le relazioni internazionali dei suoi associati e le loro attività nel campo della cooperazione internazionale decentrata.

## Organi

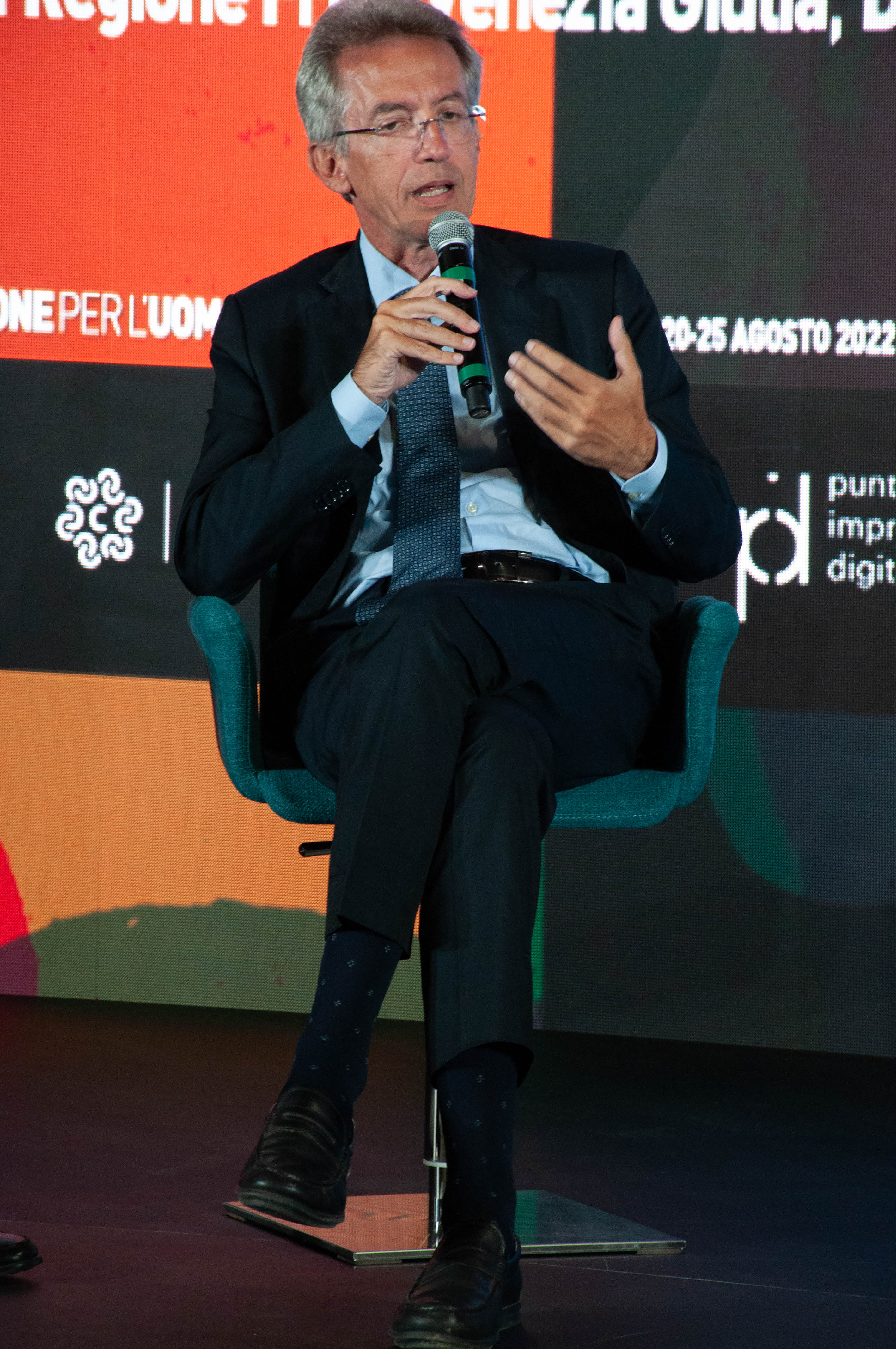
Gaetano Manfredi, sindaco di Napoli, presidente dell'ANCI dal 2024.

### Organigramma nazionale
Organi dell'Associazione sono:
- il Presidente:
  -  Gaetano Manfredi, sindaco di Napoli.
- i Vice-presidenti:
  -  Daniele Silvetti, vicario, sindaco di Ancona;
  -  Massimo Cavazzana, sindaco di Tribano;
  -  Marialuisa Forte, sindaca di Campobasso;
  -  Stefano Locatelli, vicesindaco di Chiuduno;
  -  Stefano Lo Russo, sindaco di Torino;
  -  Ignazio Messina, presidente del Consiglio comunale di Sciacca;
  -  Osvaldo Napoli, consigliere comunale di Mompantero;
  -  Mattia Palazzi, sindaco di Mantova;
  -  Vito Parisi, sindaco di Ginosa;
  -  Roberto Pella, sindaco di Valdengo;
  -  Claudio Scajola, sindaco di Imperia;
  -  Alessandro Tomasi, sindaco di Pistoia;
- il Segretario Generale:
  - Veronica Nicotra.
- l'assemblea dei soci;
- l'assemblea congressuale;
- il consiglio nazionale;
- il comitato direttivo;
- il collegio dei revisori dei conti.

## ANCI Giovani
L'ANCI Giovani è la consulta nazionale dei giovani amministratori under-35 aderenti all'ANCI.

### Organigramma nazionale
- Il Presidente nazionale:
  -   Domenico Carbone, sindaco di San Costanzo;[7]
- I Presidenti regionali:
  -   Vincenzo D'Ercole, sindaco di Castiglione Messer Raimondo e Presidente ANCI Giovani Abruzzo;[8]
  -   Giulio Traietta, sindaco di Miglionico e Presidente ANCI Giovani Basilicata;[9]
  -   Salvatore Celi, assessore di Palmi e Presidente ANCI Giovani Calabria;
  -   Stefano Lombardi, sindaco di Piana di Monte Verna e Presidente ANCI Giovani Campania;[10]
  -   Sara Tosolini, sindaco di Treppo Grande e Presidente ANCI Giovani Friuli Venezia Giulia;[11]
  -   Angelo Mattoccia, sindaco di Pofi e Presidente ANCI Giovani Lazio;[12]
  -   Ivan Mario Tassi, sindaco di Misano di Gera d'Adda e Presidente ANCI Giovani Lombardia;[13]
  -   Irene Ciaffoncini, consigliere comunale di Peglio e Presidente ANCI Giovani Marche;[14]
  -   Luca Conta, consigliere comunale di Castelnuovo Belbo e Presidente ANCI Giovani Piemonte;[15]
  -   Gianfranco Palmisano, sindaco di Martina Franca e Presidente ANCI Giovani Puglia;[16]
  -   Luciano Marino, sindaco di Lercara Friddi e Presidente ANCI Giovani Sicilia;[17]
  -   Matteo Francesconi, vicesindaco di Capannori e Presidente ANCI Giovani Toscana;[18]
  -   Giorgio Tenneroni, consigliere di Todi e Presidente ANCI Giovani Umbria;[19]
  -   Alexandre Bertolin, sindaco di Arnad e Presidente ANCI Giovani Valle d'Aosta;[20]
  -   Roberto Bazzarello, consigliere comunale di Tribano e Presidente ANCI Giovani Veneto.[21]

## Presidenti
| Nº                  | Presidente                 | Presidente     | Presidente                       | Mandato              | Mandato          | Partito                         | Carica                                                                                         |
| Nº                  | Presidente                 | Presidente     | Presidente                       | Inizio               | Fine             | Partito                         | Carica                                                                                         |
| Regno d'Italia      | Regno d'Italia             | Regno d'Italia | Regno d'Italia                   | Regno d'Italia       | Regno d'Italia   | Regno d'Italia                  | Regno d'Italia                                                                                 |
| ------------------- | -------------------------- | -------------- | -------------------------------- | -------------------- | ---------------- | ------------------------------- | ---------------------------------------------------------------------------------------------- |
| 1                   |                            |                | Giuseppe Mussi                   | 19 ottobre 1901      | 1904             | Estrema sinistra storica        | Sindaco di Milano                                                                              |
| 1                   | Partito Radicale Italiano  |                | Giuseppe Mussi                   | 19 ottobre 1901      | 1904             |                                 | Sindaco di Milano                                                                              |
| 2                   |                            |                | Giovanni Mariotti                | 1904                 | 1906             | Sinistra storica                | Sindaco di Parma                                                                               |
| 3                   |                            |                | Emanuele Greppi                  | 1906                 | 1915             | Destra storica                  | Assessore di Milano (1906-1911; 1913-1915) Sindaco di Milano (1911-1913)                       |
| 3                   | Unione Liberale            |                | Emanuele Greppi                  | 1906                 | 1915             |                                 | Assessore di Milano (1906-1911; 1913-1915) Sindaco di Milano (1911-1913)                       |
| 4                   |                            |                | Piero Lucca                      | 1915                 | 1921             | Indipendente                    | Sindaco di Vercelli                                                                            |
| 5                   |                            |                | Teofilo Rossi                    | 1921                 | 1925             | Indipendente                    | Consigliere comunale di Torino                                                                 |
| Repubblica Italiana |                            |                |                                  |                      |                  |                                 |                                                                                                |
| 6                   |                            |                | Filippo Andrea VI Doria Pamphili | 6 o 8 settembre 1946 | 1949             | Indipendente                    | Sindaco di Roma                                                                                |
| 6                   | Democrazia Cristiana       |                | Filippo Andrea VI Doria Pamphili | 6 o 8 settembre 1946 | 1949             |                                 | Sindaco di Roma                                                                                |
| 7                   |                            |                | Salvatore Rebecchini             | 1949                 | 1957             | Democrazia Cristiana            | Sindaco di Roma (fino al 2 luglio 1956) Consigliere comunale di Roma (dal 2 luglio 1956)       |
| 8                   |                            |                | Umberto Tupini                   | 1957                 | 1966             | Democrazia Cristiana            | Sindaco di Roma (fino al 27 dicembre 1957) Consigliere comunale di Roma (dal 27 dicembre 1957) |
| 9                   |                            |                | Amerigo Petrucci                 | 1966                 | 1968             | Democrazia Cristiana            | Sindaco di Roma (fino al 13 novembre 1967) Consigliere comunale di Roma (dal 13 novembre 1967) |
| 10                  |                            |                | Guglielmo Boazzelli              | 1968                 | 1975             | Democrazia Cristiana            | Sindaco di Frascati                                                                            |
| 11                  |                            |                | Clelio Darida                    | 1975                 | 1976             | Democrazia Cristiana            | Sindaco di Roma                                                                                |
| 12                  |                            |                | Camillo Ripamonti                | 1976                 | 1982             | Democrazia Cristiana            | Sindaco di Gorgonzola                                                                          |
| 13                  |                            |                | Riccardo Triglia                 | 1982                 | 1992             | Democrazia Cristiana            | Sindaco di Coniolo                                                                             |
| 14                  |                            |                | Pietro Padula                    | 1992                 | 25 ottobre 1995  | Democrazia Cristiana            | Consigliere comunale di Brescia                                                                |
| 14                  | Partito Popolare Italiano  |                | Pietro Padula                    | 1992                 | 25 ottobre 1995  |                                 | Consigliere comunale di Brescia                                                                |
| 15                  |                            |                | Enzo Bianco                      | 25 ottobre 1995      | 18 gennaio 2000  | Alleanza Democratica            | Sindaco di Catania                                                                             |
| 15                  | Unione Democratica         |                | Enzo Bianco                      | 25 ottobre 1995      | 18 gennaio 2000  |                                 | Sindaco di Catania                                                                             |
| 15                  | Centocittà / I Democratici |                | Enzo Bianco                      | 25 ottobre 1995      | 18 gennaio 2000  |                                 | Sindaco di Catania                                                                             |
| 16                  |                            |                | Leonardo Domenici                | 18 gennaio 2000      | 6 ottobre 2009   | Democratici di Sinistra         | Sindaco di Firenze                                                                             |
| 16                  | Partito Democratico        |                | Leonardo Domenici                | 18 gennaio 2000      | 6 ottobre 2009   |                                 | Sindaco di Firenze                                                                             |
| 17                  |                            |                | Sergio Chiamparino               | 6 ottobre 2009       | 4 luglio 2011    | Partito Democratico             | Sindaco di Torino                                                                              |
| -                   |                            |                | Osvaldo Napoli (ad interim)      | 4 luglio 2011        | 5 ottobre 2011   | Il Popolo della Libertà         | Sindaco di Valgioie                                                                            |
| 18                  |                            |                | Graziano Delrio                  | 5 ottobre 2011       | 28 aprile 2013   | Partito Democratico             | Sindaco di Reggio Emilia                                                                       |
| -                   |                            |                | Alessandro Cattaneo (ad interim) | 28 aprile 2013       | 5 luglio 2013    | Il Popolo della Libertà         | Sindaco di Pavia                                                                               |
| 19                  |                            |                | Piero Fassino                    | 5 luglio 2013        | 12 ottobre 2016  | Partito Democratico             | Sindaco di Torino (fino al 30 giugno 2016) Consigliere comunale di Torino (dal 30 giugno 2016) |
| 20                  |                            |                | Antonio Decaro                   | 12 ottobre 2016      | 9 luglio 2024    | Partito Democratico             | Sindaco di Bari                                                                                |
| -                   |                            |                | Roberto Pella (ad interim)       | 9 luglio 2024        | 20 novembre 2024 | Forza Italia                    | Sindaco di Valdengo                                                                            |
| 21                  |                            |                | Gaetano Manfredi                 | 20 novembre 2024     | in carica        | Indipendente di centro-sinistra | Sindaco di Napoli                                                                              |

## Soggetti controllati

### Ancitel
Ancitel S.p.A. si qualifica come la rete dei Comuni italiani. Fondata nel 1987, è la società di informatica che supporta l'ANCI e i soggetti controllati nella realizzazione di portali e software applicativi. Fornisce servizi informatici e gestionali ai Comuni associati. La sua esperienza ha comportato l'affidamento di contratti di servizi da parte di alcuni enti e ministeri.

### Centro documentazione e studi comuni italiani
Il Centro documentazione e studi comuni italiani nasce nel 2011, grazie ad una iniziativa congiunta dell'ANCI e della Fondazione IFEL. La finalità del Centro è quella di valorizzare l'archivio storico dell'ANCI nonché il patrimonio documentale e informativo dell'Associazione, di IFEL e dell'intero sistema comunale. La sua funzione principale consiste nell'essere un aggregatore e diffusore della cultura municipale divenendo, al contempo, il punto di riferimento per studiosi, tecnici, operatori, politici e, più in generale, di tutti coloro che sono interessati al mondo dei comuni. Tra le numerose attività svolte dal Centro, rivestono un ruolo fondamentale le ricerche e le pubblicazioni volte all'analisi e al commento delle principali variabili territoriali, socio-demografiche, economico-produttive ed istituzionali, che interessano i comuni italiani. Inoltre, il Centro compila un catalogo che conserva e rende accessibile per lo studio e la ricerca, in modo rapido ed integrato, della documentazione prodotta dal sistema ANCI nel corso della sua attività e relativamente ai suoi settori di competenza.

### Cittalia
Cittalia è una fondazione di studi e ricerche sulle tematiche urbane, fondata dall'Associazione nel 2007 con l'obiettivo di favorire una migliore comprensione dei cambiamenti economici e sociali che riguardano i contesti urbani italiani.
La fondazione non ha scopo di lucro e punta con i suoi strumenti di ricerca a fornire nuovi spunti di riflessione e proposte operative sui temi di principale interesse degli enti locali italiani.
Cittalia opera attraverso un gruppo di ricercatori ed una rete di esperti tematici esterni, impegnati nella realizzazione di studi tematici divisibili in cinque macroaree: planning e vivibilità, istituzioni e organizzazione, welfare e società, ambiente ed energia, competitività e innovazione.

### ANCI Comunicare
ANCI ComuniCare – Comunicazione ed Eventi S.r.l. organizza e realizza eventi di comunicazione per gli Enti locali, nonché servizi di marketing e editoriali.

### Fondazione Patrimonio Comune
La Fondazione Patrimonio Comune raggruppa gli associati ed esperti del settore immobiliare per realizzare progetti di valorizzazione immobiliare dei Comuni nel quadro del federalismo demaniale.